# Grappenhall and Thelwall
Grappenhall and Thelwall is een civil parish in het bestuurlijke gebied Warrington, in het Engelse graafschap Cheshire met 9.687 inwoners.